# Ghosts (film)
Ghosts is een Britse dramafilm uit 2006 onder regie van Nick Broomfield. Het voornamelijk Chinees gesproken verhaal is gebaseerd op ware gebeurtenissen. Broomfield won er de Solidarity Award mee op het San Sebastián International Film Festival en werd genomineerd voor de juryprijs op het Sundance Film Festival.

## Verhaal
Ai Qin (Ai Qin Lin) leeft onder erbarmelijke omstandigheden in China. Ze is in de steek gelaten door haar echtgenoot, zorgt alleen voor haar zoontje en werkt lange dagen voor weinig geld. Te weinig, naar haar inzien, om een fatsoenlijk bestaan te onderhouden voor hen beiden. Wanneer haar verteld wordt dat ze in Engeland een mooie hoeveelheid geld kan verdienen met fatsoenlijk werk, besluit ze daarnaartoe te vertrekken om te sparen voor haarzelf en haar zoontje. Ze laat zich in met een groep Chinese mensensmokkelaars die haar 25.000 pond lenen om zich door hen het land binnen te laten smokkelen.
Na zes maanden reizen achter in vrachtwagens, ladingsruimtes van boten en in dichtgetimmerde kratten, komt Qin in Engeland aan. In plaats van goed werk tegen fatsoenlijk loon, vindt ze daar een wereld van uitbuiting van illegalen, een klein huis dat ze samen moet bewonen met twaalf anderen, onderbetaling, agressie van de inheemse bevolking en een uitzichtloos toekomstperspectief. Hoewel ze er de moed in probeert te houden, samen met de medewerkers die in hetzelfde schuitje zitten, gaat haar dit het ene moment beter af dan het andere. Bovendien cirkelen in China de geld eisende smokkelaars rond de families van de arbeiders.

## Ware gebeurtenissen
Ghosts is gebaseerd op een gebeurtenis uit februari 2004 waarbij ten minste 23 Chinese illegale arbeiders om het leven kwamen. Zij wilden kokkels rapen op het strand van het Engelse Morecambe Bay, om deze per kilo te kunnen verkopen. Hun aanwezigheid werd niet geaccepteerd door de legale werkmannen, die hen hardhandig van het strand verjaagden. Daarop besloot de groep illegalen 's nachts te gaan rapen, wanneer er niemand anders aanwezig zou zijn. Hun leiders letten daarbij niet goed op, waardoor de groep verrast en ingesloten raakte door de opkomende vloed. Reddingswerkers kwamen voor het merendeel te laat om hen te redden van de verdrinkingsdood.

## Trivia
- Ghosts ging in Nederland in première op het Film by the Sea festival.